# Joyas de la Corona Austríaca

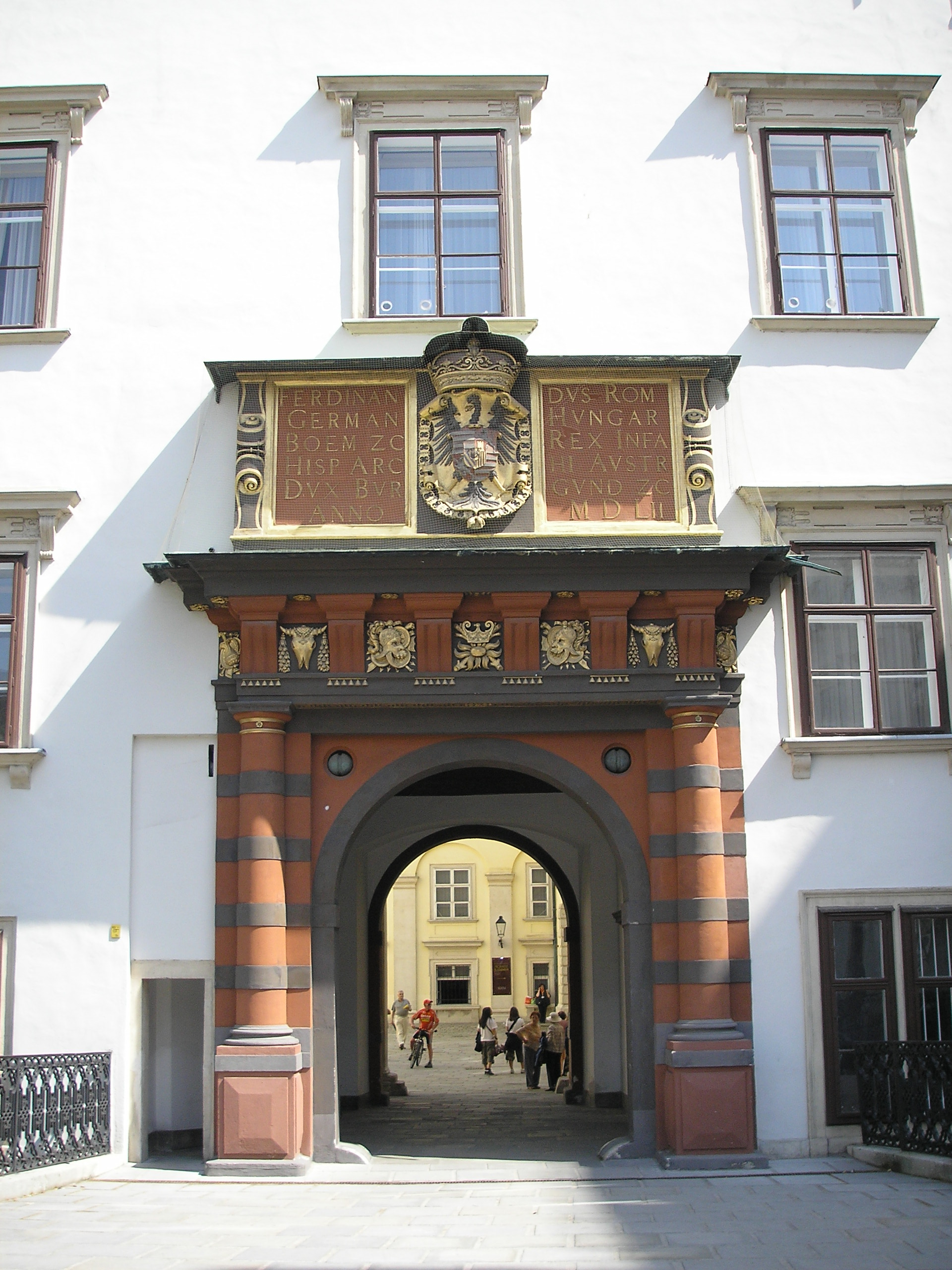
La Puerta de los Suizos (Schweizertor) del Palacio Hofburg, da acceso al patio del mismo nombre en el que se encuentra la entrada a la Cámara del Tesoro.

Las Joyas o Insignias de la Corona Austriaca (en alemán: Insignien und Kleinodien) son aquellas vestimentas y símbolos que usaron los emperadores del Sacro Imperio y, posteriormente, los emperadores de Austria, en sus ceremonias de coronación o de investidura (ya que los emperadores austríacos no fueron coronados) y en otras ceremonias de Estado. Habitualmente las insignias empleadas en una coronación son: la corona o coronas, cetros, orbes, espadas, mantos, anillos, cruces, relicarios y otros objetos necesarios para el desarrollo de la ceremonia.
La mayor parte de las joyas de la Corona Austriaca, también conocidas como Tesoro Imperial, se conservan en la Schatzkammer (Cámara del Tesoro) situada en el Palacio de  Hofburg en Viena, que alberga una colección de joyas que abarca desde el siglo X al XIX. Se encuentra entre las colecciones de objetos regios más importantes del mundo y en ella se reflejan siglos de historia europea. El Tesoro Imperial se divide en dos partes:
- El Tesoro Secular (Weltliche Schatzkammer)
  - Las Insignias del Imperio austríaco
  - Las Insignias del Sacro Imperio Romano Germánico
  - Las Insignias del Homenaje de los Dominios Hereditarios de Austria
  - El Tesoro de la Casa de Habsburgo Lorena
  - Los Tesoros de la Herencia Borgoñona y de la Orden del Toisón de Oro
- El Tesoro Sacro (Geistliche Schatzkammer)

Las piezas más destacadas son las insignias del Sacro Imperio y del Imperio Austríaco, que también incluye la indumentaria para la ceremonia de coronación del Reino de Lombardía-Venecia. En la actualidad la Cámara del Tesoro depende del Museo de Historia del Arte de Viena (Kunsthistorisches Museum).

## El Tesoro Secular

### Las Insignias del Homenaje de los Dominios Hereditarios de Austria
Austria pasó de ser una pequeña marca a ducado y posteriormente archiducado. Los margraves, duques y archiduques pertenecieron a las dinastías Babenberg y Habsburgo. Al morir en 1246 el último duque de la Casa de Babenberg Federico II, el rey Ottokar II de Bohemia asumió su sucesión pero fue derrotado por Rodolfo de Habsburgo en 1278, con la ayuda de sus hijos Alberto y Rodolfo. Rodolfo de Habsburgo convirtió a su hijo Alberto en duque de Austria. La ceremonia de entronización de los archiduques soberanos de Austria no era como las ceremonias habituales de coronación, consistió en una ceremonia de homenaje de los estados o estamentos denominada en alemán Erbhuldigung. Los estamentos reunidos juraban lealtad al nuevo monarca y éste debía comprometerse a garantizar sus derechos y preservar sus privilegios. En esta ceremonia, como en una coronación, se empleaban las insignias que simbolizaban la autoridad del soberano.
La insignia más importante empleada en la ceremonia del homenaje de los estamentos de Austria fue la birreta germánica archiducal. Se conserva la realizada para la entrada de José II en Fráncfort con motivo de su coronación como rey de los pueblos germánicos en 1764. El orbe y el cetro que se emplearon en esta ceremonia eran los del Reino de Bohemia hasta comienzos del siglo XVII. En la actualidad, la birreta archiducal de José II se conserva en la Abadía Agustina de Klosterneuburg, en Baja Austria.

### Las Insignias del Imperio Austríaco

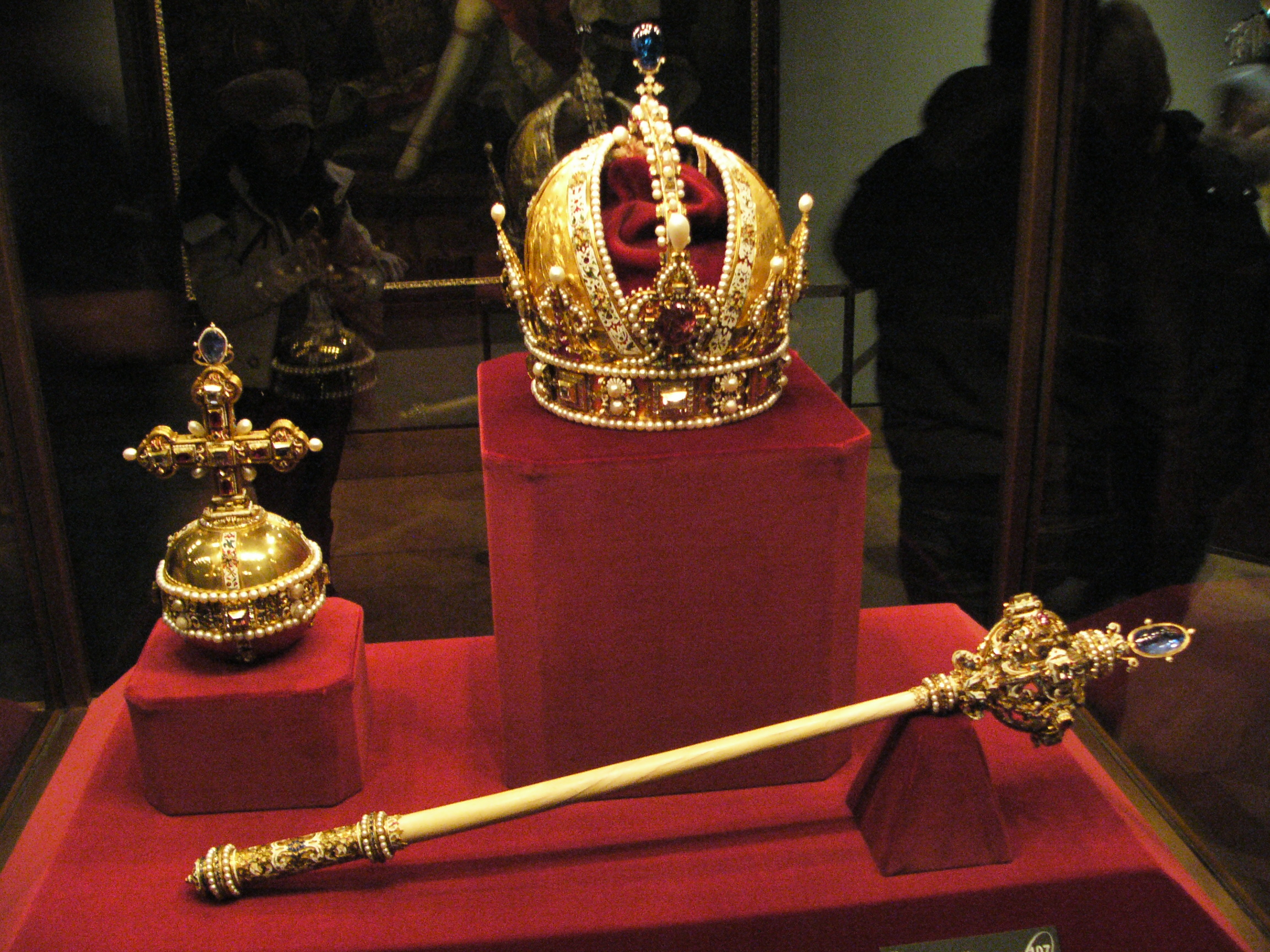
La Corona, el Cetro y el Orbe Imperiales de Austria.

Las insignias imperiales austríacas son las siguientes:
- La Corona de Rodolfo II, que posteriormente se convirtió en la Corona Imperial Austríaca, fue realizada por Jan Vermeyen en Praga en 1602. Está hecha con oro de gran pureza y decorada con esmaltes, perlas, diamantes, rubíes, espinelas, zafiros y un forro de terciopelo.

Antes de que fuesen enviadas a Viena, las insignias del Sacro Imperio estaban custodiadas en Núremberg y únicamente eran utilizadas en las ceremonias de coronación. Por esta razón, los emperadores ordenaron la elaboración de coronas para su uso personal. De estas coronas de uso personal solamente se ha conservado la de Rodolfo II, que se encuentra entre los mejores trabajos de orfebrería de toda Europa. Afortunadamente no fue desmontada a la muerte del emperador como sucedió con otras.

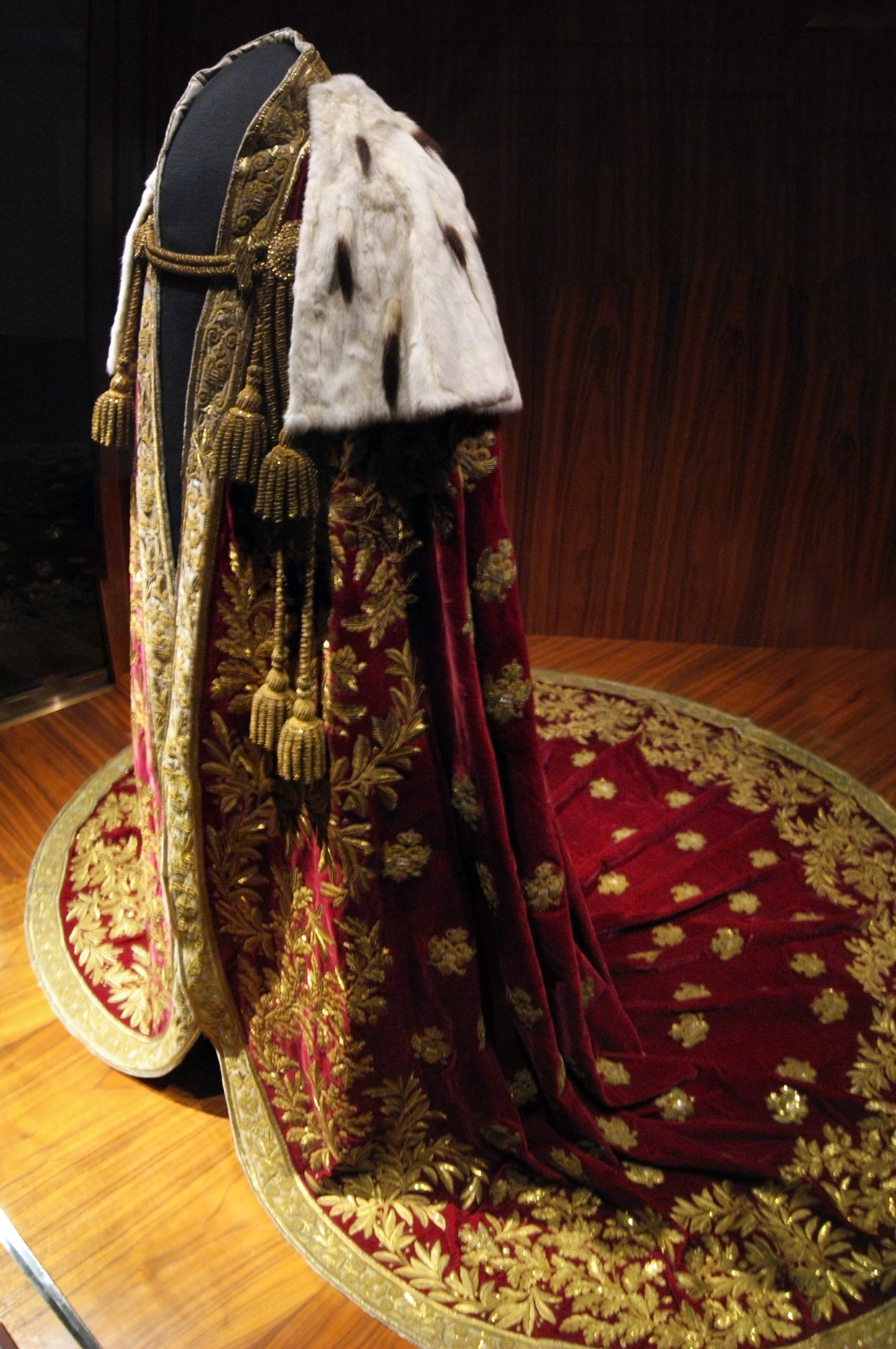
El manto del Imperio austríaco.

La Corona de Rodolfo II se divide en tres partes: el círculo decorado con florones con forma de lirio simboliza la autoridad del emperador, dos diademas o arco central que están tomadas de la Corona del Sacro Imperio, y la mitra de oro que simboliza el ejercicio del poder absoluto por derecho divino y la relevante posición espiritual del emperador. La Corona de Rodolfo II cuenta en su parte superior con una esmeralda de color turquesa, que representa el cielo. La mitra está decorada con escenas alusivas a los principales títulos de Rodolfo II: su victoria sobre los turcos (emperador), su coronación como Sacro Emperador Romano en Ratisbona (augusto), cabalgando en la colina de la coronación en Bratislava como rey de Hungría y la procesión después de su coronación como rey de Bohemia en Praga. En el interior de las diademas aparece grabada la inscripción: RVDOLPHVS II ROM(ANORVM) IMP(ERATOR) AVGVSTUS HVNG(ARIAE) ET BOH(EMIAE) REX CONSTRVXIT MDCII (Realizada en 1602 para Rodolfo II, Emperador Romano, Rey de Hungría y Bohemia). La elección de algunas piedras preciosas que adornan la corona y de su número tiene un significado alegórico y místico. La Corona de Rodolfo II cuenta con ocho diamantes, la Corona del Sacro Imperio se compone de ocho placas y los diamantes simbolizan a Jesucristo.
El 11 de agosto de 1804, en virtud de un acuerdo suscrito con Napoleón, Francisco II disolvió el milenario Sacro Imperio Romano Germánico que fue sucedido por el Imperio austríaco. Los emperadores austríacos no volvieron a utilizar la Corona del Sacro Imperio, convirtiéndose la Corona de Rodolfo II en la Corona Imperial Austríaca.
- El Orbe y el Cetro Imperiales. Fueron realizados por Andreas Osenbruck en Praga, entre 1612 y 1615 por encargo del emperador Matías, hermano y sucesor de Rodolfo II. Ambas insignias fueron hechas con los mismos materiales que la corona y cuentan con un diseño semejante. También están decoradas con esmaltes, rubíes, zafiros y perlas.

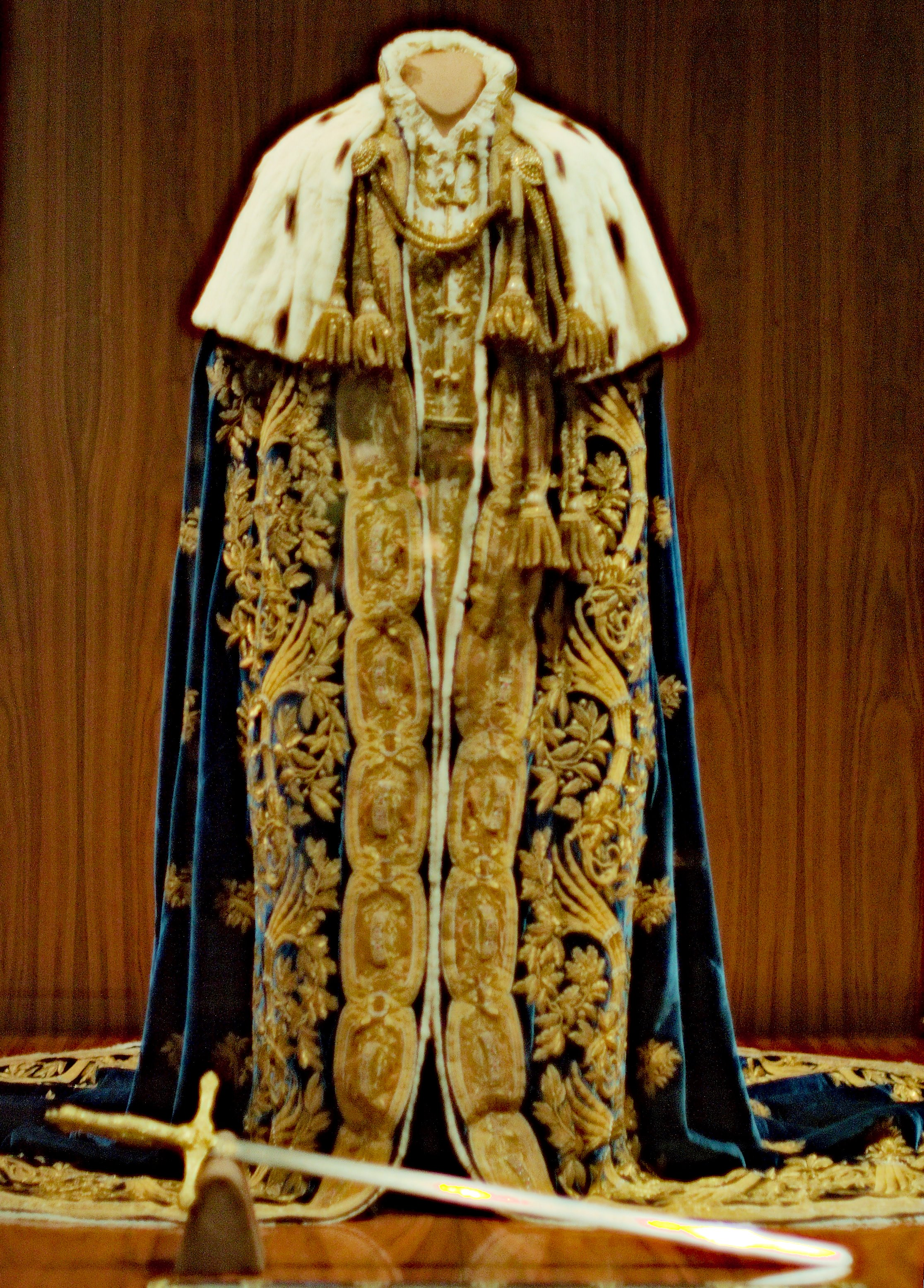
La indumentaria para la coronación del Reino de Lombardía-Venecia.

- El Manto del Imperio Austríaco, diseñado por Philipp von Stubenrauch (1784-1848) y realizado en Viena en 1830 por Johann Fritz, maestro bordador por encargo del emperador Francisco I para la coronación de su hijo Fernando, como rey de Hungría. El manto está confeccionado con terciopelo rojo, piel de armiño y seda blanca. Está adornado con bordados de oro con forma de águilas bicéfalas con el escudo austríaco y con forma de ramos de encina y de laurel en sus bordes.

- La Indumentaria para la Coronación del Reino de Lombardía-Venecia. Después del Congreso de Viena, se creó el Reino de Lombardía-Venecia bajo dominio austríaco. El manto es el objeto más destacado de la indumentaria, fue diseñado por Philipp von Stubenrauch y realizado por Johann Fritz en Viena en 1838. Es muy semejante al manto del Imperio Austríaco pero está confeccionado con terciopelo azul y naranja, piel de armiño, seda blanca, bordados de oro y plata y encajes. El borde del manto está adornado por una hilera de medallones que contienen una representación de la Corona de Hierro. Estos medallones están rodeados por bordados con forma de ramilletes de palmas, hojas de encina y de laurel. Se tuvo que realizar este manto porque solo se contaba con la Corona de Hierro cuando se decidió coronar en Milán al emperador Fernando I como rey de Lombardía y Venecia. Esta ceremonia se celebró el 6 de septiembre de 1838. Cuando los austríacos fueron expulsados de Italia en 1859, las insignias del Reino de Lombardía-Venecia (salvo la Corona de Hierro) fueron enviadas a Viena.

### El Tesoro de la Casa de Habsburgo Lorena

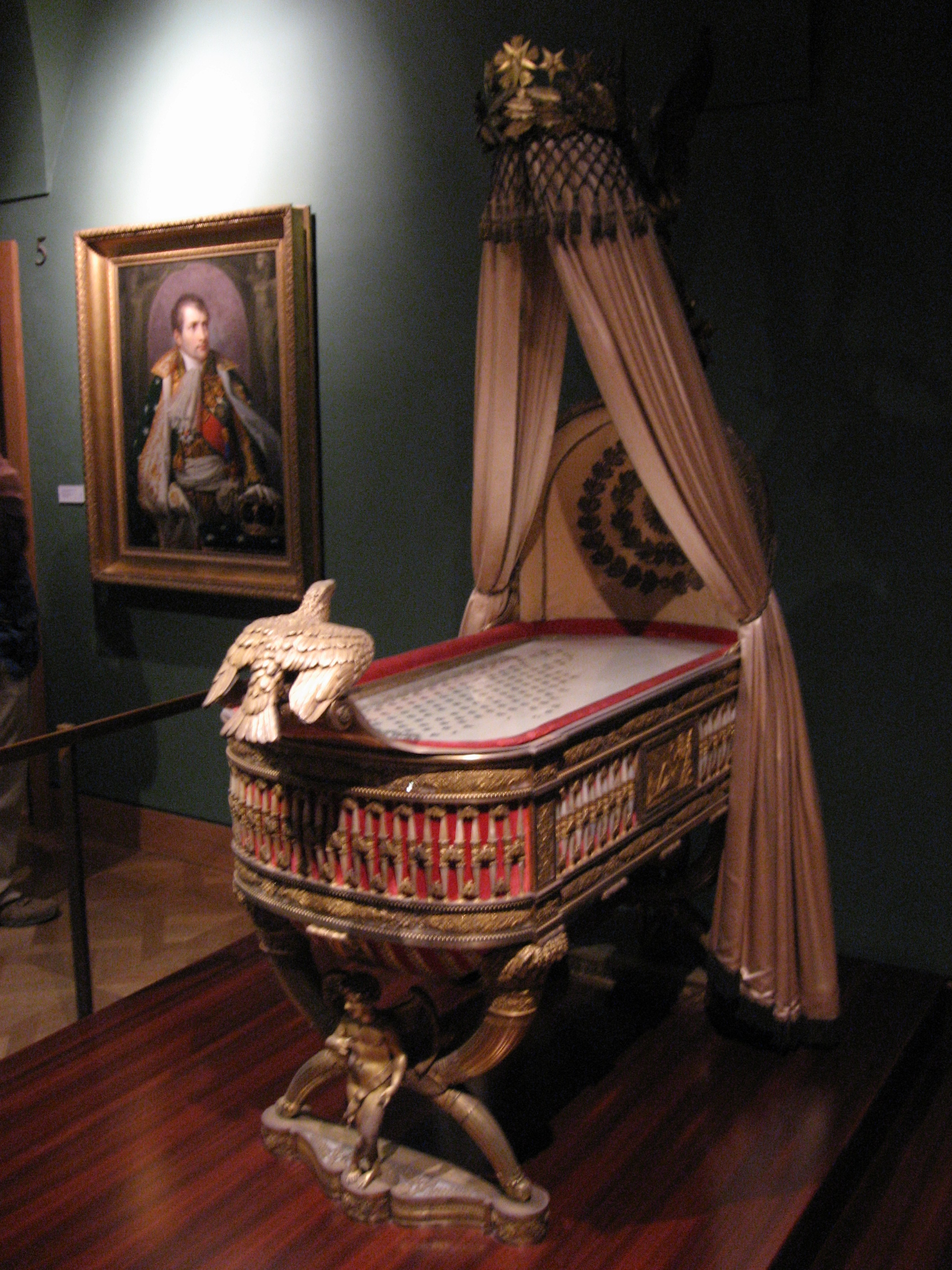
La cuna del Rey de Roma.

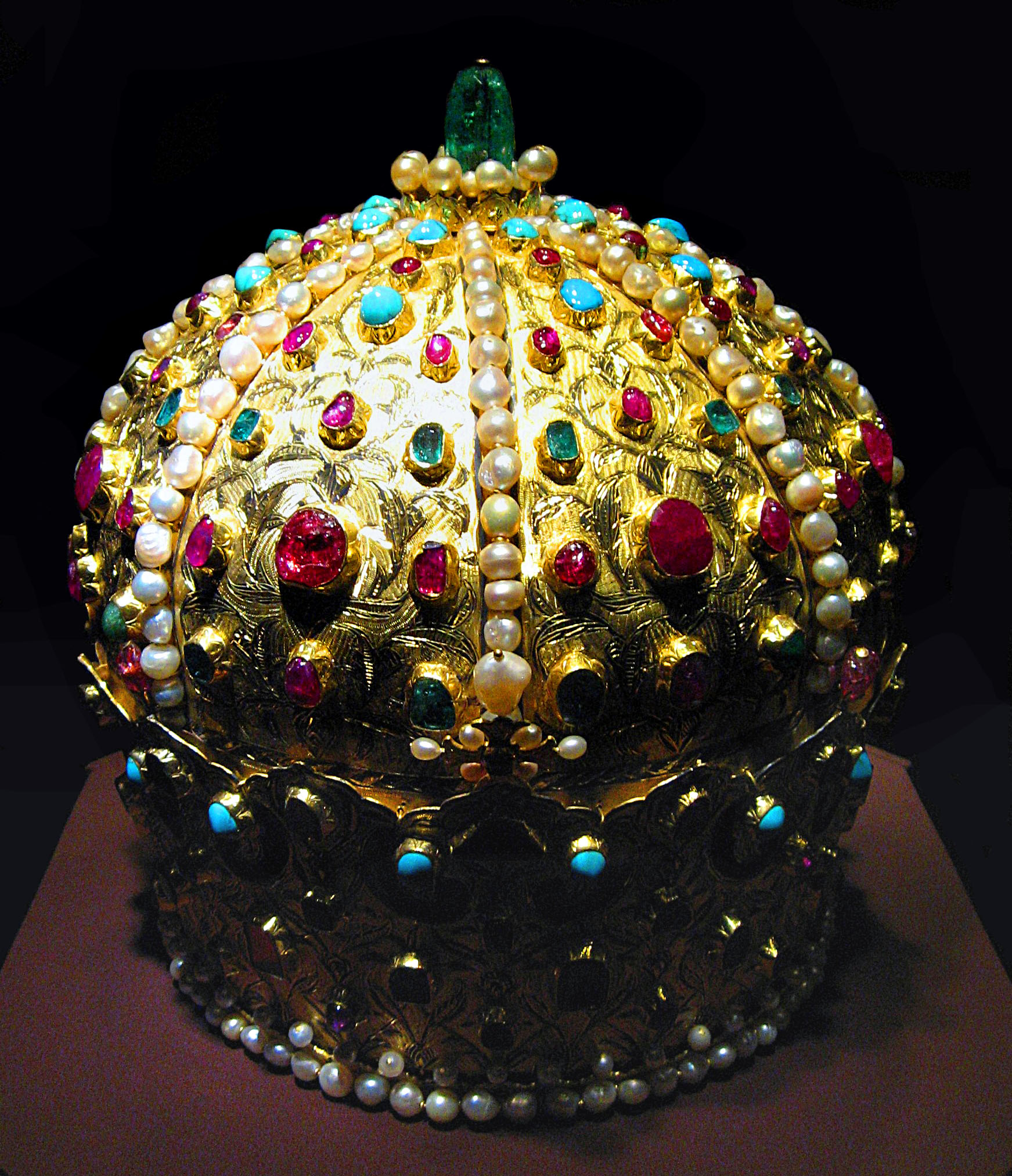
La Corona de Esteban Bocksai.

El Tesoro de la Casa de Habsburgo Lorena cuenta con piezas de uso cotidiano de los miembros de la Casa de Austria. Esta colección es muy amplia y solo se muestran algunos objetos muy destacados, entre los que se encuentran:
- La Cuna del Rey de Roma encargada por la ciudad de París como regalo para Napoleón y su segunda esposa María Luisa de Austria, hija del emperador Francisco I de Austria, por el nacimiento de su hijo Napoleón. Fue realizada en París en 1811 por Pierre-Paul Prudhon (1758-1813), Henri-Victor Roguier (1758-después de 1830), Jean-Baptiste-Claude Odiot (1763-1850) y Pierre-Philippe Thomire (1751-1843). Está hecha con plata con decoraciones de oro, nácar, y placas de cobre forradas con terciopelo, seda y tul. Estos tejidos cuentan con bordados de oro y de plata. Unos ángeles sostienen un pequeño baldaquino sobre sus cabeza y un águila se encuentra posada a los pies de la cuna. Los lados de la cuna están adornados con abejas, uno de los símbolos del Imperio Napoleónico.

- Vestimentas y objetos preciosos de Bautismo: faldones, cirios...

- Varias jarras bautismales y cuencos de oro procedentes de España.

- Un ungüentario de esmeralda y oro encargado por el emperador Fernando II y elaborado en Praga en 1641 por Dionysio Miseroni. Este ungüentario está realizado con una esmeralda de 2.680 quilates (540 gramos).

- Algunas piedras preciosas muy destacadas como el circón amarillo "la Bella" y diferentes joyas.

- La Corona de Esteban Bocksai, príncipe de Transilvania. Esteban Bocskay luchó junto a los turcos durante las guerras que mantuvieron contra los Habsburgo. Como muestra de gratitud, los otomanos le enviaron una corona, probablemente realizada en Persia en una fecha cercana al año 1600. Después de la muerte de Esteban Bocskay, en 1609, su corona fue enviada a Viena. Está hecha de oro, adornada con perlas y piedras preciosas. Dado que en el Imperio otomano no se usaban coronas, siguió el modelo del kamelaukion, un tocado con su parte superior cubierta que fue introducido por el Imperio bizantino y cuyo diseño fue utilizado también en sus coronas y en tocados de la Iglesia Ortodoxa. Esta corona se divide en dos partes: un amplio círculo adornado con florones con forma de lirios y un casco de forma esférica. Una cruz griega está situada sobre el lirio frontal.

### Las Insignias del Sacro Imperio Romano Germánico

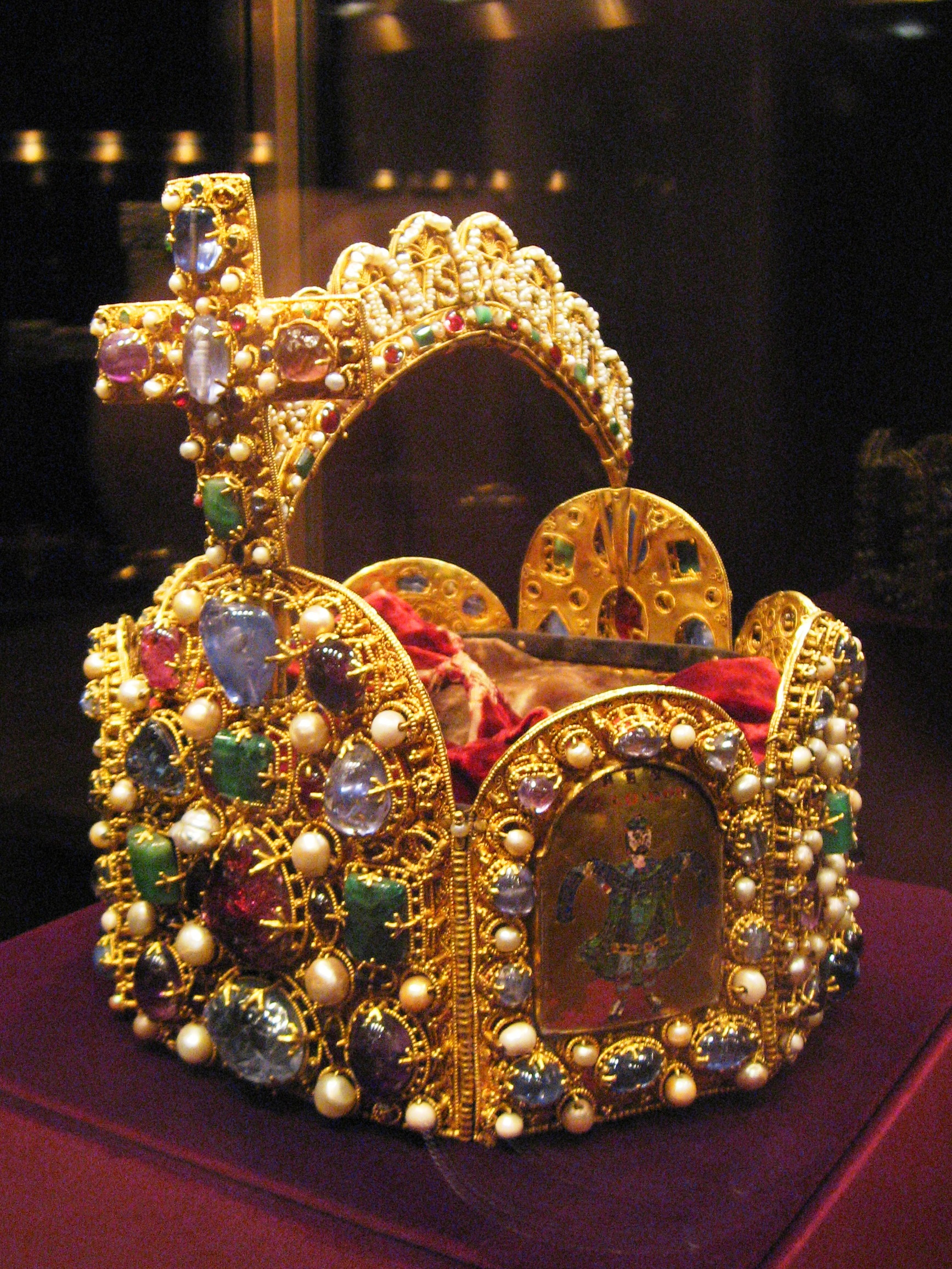
La Corona del Sacro Emperador Romano Germánico.

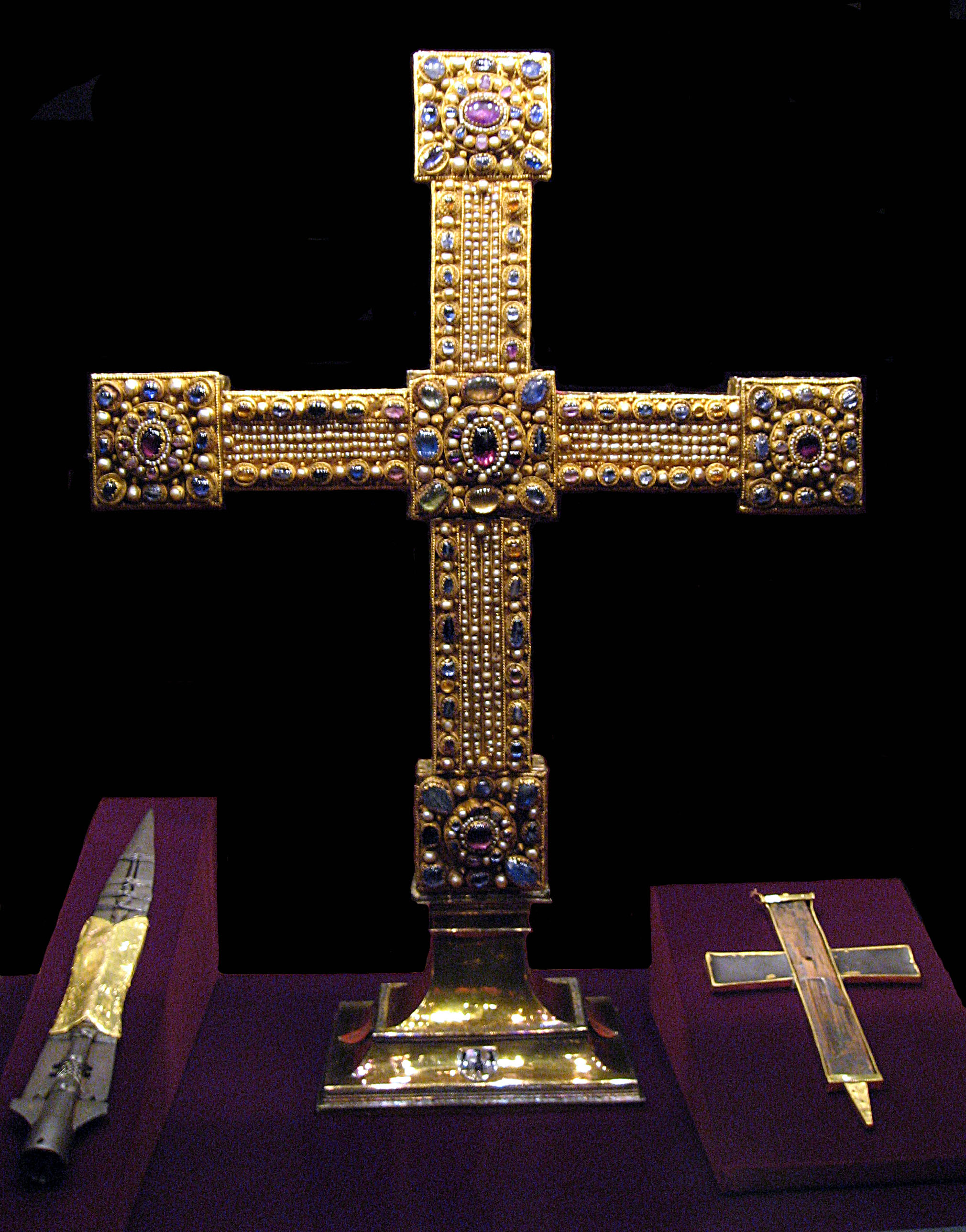
La Cruz Imperial y la Lanza Sagrada.

Las Insignias del Sacro Imperio Romano Germánico. Desde el año 1438, con una breve excepción, todos los emperadores del Sacro imperio pertenecieron a la Casa de Austria. Hasta 1508, los elegidos como reyes de los pueblos germánicos debían trasladarse a Roma para ser coronados emperadores por el Papa. La corona probablemente fue empleada por primera vez en la coronación de Conrado II; en 1792 Francisco II, el último emperador del Sacro Imperio y el primero de Austria, fue el último monarca en ceñírsela.
Habitualmente las insignias del Sacro Imperio estaban custodiadas en Núremberg y una pequeña parte en Aquisgrán. Sin embargo en 1796, con el avance de los ejércitos franceses, fueron trasladadas a Viena para evitar que cayeran en manos francesas. Desde entonces han permanecido en la Schatzkammer, incluso después de la disolución del Sacro Imperio en 1806. Debido a esta circunstancia, las ciudades de Aquisgrán y de Núremberg han reclamado sin éxito la devolución de las insignias del Sacro Imperio. En 1938, durante la anexión de Austria a Alemania (Anschluss), Hitler ordenó su envío a Núremberg. Después de la II Guerra Mundial y de un azaroso periplo, fueron localizadas por tropas estadounidenses en un búnker y regresaron a Viena en 1946.
Las insignias del Sacro Imperio constituyen un amplio conjunto de piezas, algunas con centenares de años de antigüedad. Es una de las colecciones más completas e importantes de insignias de coronación del periodo medieval.
Algunas de las piezas más importantes son:
- La Corona Imperial
- La Espada Imperial
- La Lanza Sagrada
- La Espada de Carlomagno
- El Cetro Imperial
- El Orbe Imperial
- La Cruz Imperial
- La Espada Ceremonial
- El Manto de la Coronación
- Indumentaria Ceremonial
- El Evangelio de la Coronación
- La Bolsa de San Esteban
- Varios relicarios

### Los Tesoros de la Herencia Borgoñona y de la Orden del Toisón de Oro

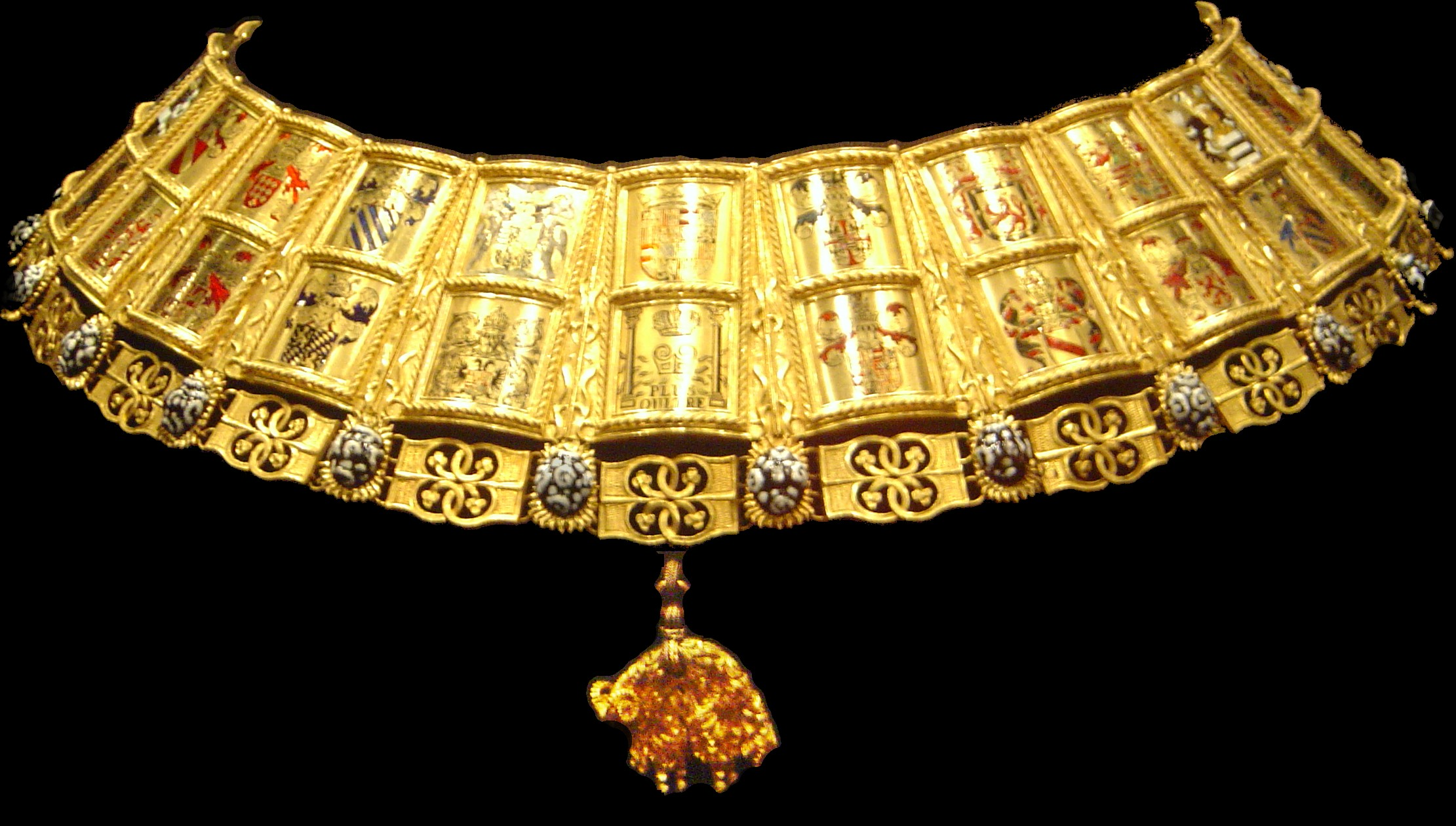
Collar del Rey de Armas de la Orden del Toisón de Oro expuesto en la Cámara del Tesoro.

- La expresión Herencia Borgoñona hace referencia a los objetos que se han conservado del inmenso tesoro de los duques de Borgoña que heredaron los Habsburgo. En esta colección destacan la valiosa copa ceremonial de Felipe el Bueno, duque de Borgoña (que gobernó desde el año 1419 a 1467). Está realizada con oro y una sola pieza de cristal de roca.

- La Orden del Toisón de Oro fue una de las más prestigiosas durante la Edad Media y ha perdurado hasta nuestros días. Desde el siglo XVIII esta orden de caballería cuenta con dos ramas. La rama austríaca es aquella cuyo gran maestrazgo fue ostentado por los emperadores del Sacro Imperio y de Austria (actualmente está encabezada por el jefe de la Casa de Habsburgo Carlos de Habsburgo-Lorena). La rama española cuenta con los monarcas españoles como grandes maestres. La Orden del Toisón de Oro fue creada en 1430 por el duque Felipe el Bueno de Borgoña para conmemorar su matrimonio con Isabel de Portugal, siguiendo el modelo de la Orden de la Jarretera. Su simbología evoca la batalla que el israelita Gedeón ganó a los madianitas en defensa del pueblo de Israel, adoptando como símbolo el Vellocino de Oro en alusión al carnero que Gedeón ofreció a Dios en sacrificio y acción de gracias por la victoria conseguida. En la Cámara del Tesoro se encuentran expuestos elementos que eran utilizados en las ceremonias de la orden como collares y mantos de caballeros, otras vestimentas y objetos litúrgicos. Destaca el collar del Rey de Armas de la Orden, conocido como Potence, en el que aparecían representados los escudos de los miembros vivos del momento.[2]

## El Tesoro Sacro

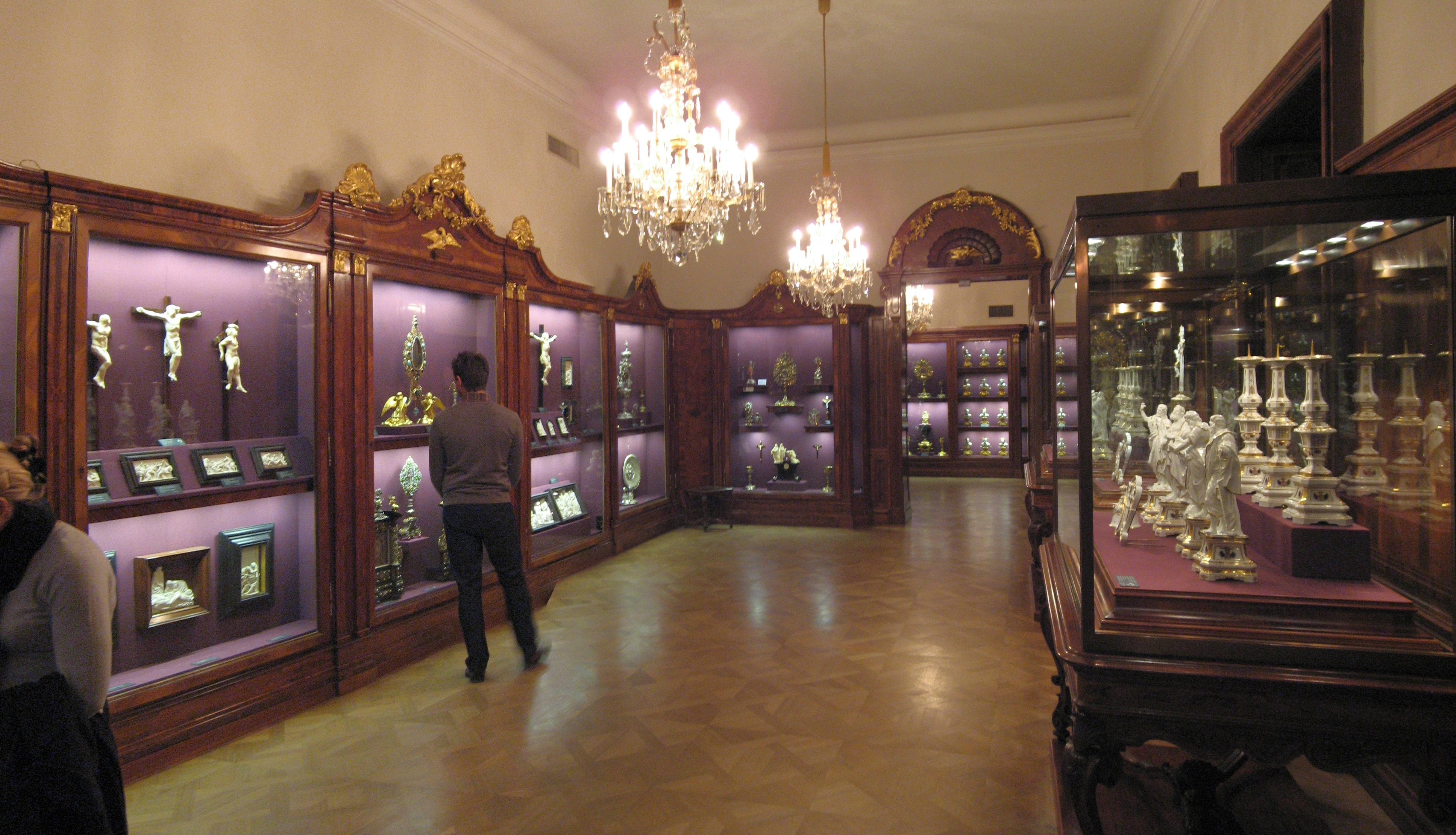
Salas del Tesoro Sacro.

El  Tesoro Sacro (Geistliche Schatzkammer) es una colección muy amplia de objetos muy valiosos como cruces, altares, relicarios, imágenes religiosas y otros elementos empleados de las ceremonias religiosas de la Corte de los Habsburgo. Esta colección es tan extensa que resulta imposible exponerla en su totalidad. Algunas de las piezas más destacadas son:
- La Cruz-Relicario del rey Luis I de Hungría, una bella cruz doble de oro con plata dorada, esmalte y piedras preciosas. Supuestamente contiene fragmentos de la Vera Cruz preservados con cristal de roca. Este relicario, que perteneció a Luis I de Hungría, pudo ser elaborado en Hungría o Nápoles, entre 1370 y 1382.

- Un altar de jaspe, realizado por Ottavio Miseroni en Praga hacia el año 1620.

- El Relicario de los Clavos de Cristo, elaborado en Augsburgo a mediados del siglo XVII.

- Una imagen de la Virgen María realizada con plumas que el artista tarasco Juan Bautista Cuiris hizo en Michoacán (Pátzcuaro), México, entre los años 1550-1580. El artista utilizó plumas de colibrí y de loro sobre papel y madera.[3] Los artistas indios mexicanos destacaron por la calidad de los cuadros que realizaban con plumas. El Tesoro Imperial cuenta con siete obras realizadas con esta técnica que pertenecieron al emperador Rodolfo II. Actualmente cuenta con la mayor colección de obras de este tipo en todo el mundo.

- El Ainkhürn (un supuesto cuerno de unicornio). En realidad, es probable que este cuerno procediese de un narval. Con una parte de él se realizó una jarra y la empuñadura de una espada.

- El Achatschale (cuenco de ágata) cuenta con inscripciones alusivas a Jesucristo. Este objeto fue considerado como el Grial.